# عمار عمراني
هو قائد قوات الدفاع الجوي عن الإقليم ويحمل رتبة لواء ولد في 08 مايو 1951 بتاوزيانت دائرة قايس، ولاية خنشلة شرق الجزائر العاصمة.

## مشواره العسكري
في عام 1965 التحق بالمدرسة الوطنية لأشبال الثورة أين تحصل على شهادة البكالوريا سنة 1972 «شعبة علوم تجريبية». أجرى تكوينه الأساسي بالأكادمية العسكرية لمختلف الأسلحة بشرشال، أين تحصل اللواء عمراني عمار على رتبة ملازم بعد نهاية التكوين.
تابع اللواء عمراني عمار تكوينا تخصصيا في سلاح الدفاع المضاد للطيران خلال الفترة الممتدة من 1974 إلى 1975. باشر عمله ضمن الكتيبة 268 للمدفعية المضادة للطيران المستقلة ثم الكتيبة 11 للمدفعية المضادة للطيران ثم الكتيبة 267 للمدفعية المضادة للطيران للواء 8 المدرع و بالكتيبة 167 للمدفعية المضادة للطيران للواء 38 للمشاة الميكانيكية أين شغل المناصب التالية: قائد بطارية و رئيس أركان ثم قائد كتيبة المدفعية المضادة للطيران.

## المهام العسكرية
شغل بعد ذلك الوظائف التالية:
- رئيس فصيلة العمليات/ أركان للواء 36 المشاة المحمولة.
- رئيس فصيلة العمليـات/ القطـاع العملياتي شمال تلمسان.
- رئيس مكتب العمليات/ أركان الناحية العسكرية الثالثة.
-رئيس قسم المدارس لقيادة القوات البرية.
- رئيس قسم الاستعمال و التحضير لقيادة القوات البرية.
- قائد المدرسة التطبيقية للدفاع المضاد للطيران.
- رئيس أركان الناحية العسكرية الرابعة.
- نائب قائد الناحية العسكرية الرابعة.
- رئيس دائرة الاستعمال و التحضير لأركان الجيش الوطني الشعبي/ وزارة الدفاع الوطني؛ مع تكليفه برئاسة اللجنة المكلفة بمتابعة الحوار المتوسطي للحلف الأطلسي و رئيس المجلس
في 17 يوليو من سنة 2008، تم تعيينه قائدا لقوات الدفاع الجوي عن الإقليم، المنصب الذي يشغله إلى يومنا هذا.
إلى جانب مشواره المهني، شارك اللواء في عدة محاضرات، ملتقيات و ندوات وطنية و دولية.
بالإضافة إلى ذلك ،فقد تابع السيد اللواء أثناء مساره التكويني ما يلي:
- دورة الإتقان بالمدرسة التطبيقية لأسلحة القتال.
- دروس الأركان بالأكادمية فرونزي.
-الدروس العليا في العلوم العسكرية بأكاديمية الأركان العامة للقوات المسلحة «فوروشيلوف» لفيدرالية روسيــا.
- الدورة الموجهة للعمداء و السفراء بمعهد الدفاع للحلف الأطلسي بإيطاليا.
منح اللواء عمراني عمار أوسمة الجيش الوطني الشعبي الشارة الأولى و الثانية و وسام الاستحقاق العسكري و وسام الشرف.

## الحياة الخاصة
اللواء عمراني عمار متزوج و أب لولدين و ثلاث بنات.